# Riwne (hromada Nowomyrhorod)
Riwne (ukr. Рівне) – wieś na Ukrainie, w obwodzie kirowohradzkim, w rejonie nowoukraińskim, w hromadzie Nowomyrhorod. W 2001 liczyła 127 mieszkańców.